# Rambla de Gallinera
La rambla de Gallinera es un torrente estacional del este de la península ibérica, que desemboca en el mar Mediterráneo. Discurre por las provincias españolas de Alicante y Valencia.

## Curso
Discurre por la provincia de Alicante. La rambla, que tiene su origen en el Vall de Gallinera, cerca de Benisili, pasa por las proximidades de localidades como Alpatró, La Carroja, Benitaya, Benisivá, Beniali, Benirrama, Adsubia, Pego y Oliva, hasta terminar desembocando en el Mediterráneo. Solo lleva agua en época de lluvias. Aparece descrita en el octavo volumen del Diccionario geográfico-estadístico-histórico de España y sus posesiones de Ultramar de Pascual Madoz de la siguiente manera:

GALLINERA: riach. ó barranco de la prov. de Alicante, part. jud. de Pego. Nace en el valle de su nombre á las inmediaciones del pueblo de Benisili y pasa por las cercanías de Lombay, Alpatró, Carroja, Beñitaya, Benisivá, Beniali, Alcudia, Benirrama y Benimarsoch; sigue por los térm. de Adsubia, Pego y Oliva, y por el de este último desagua en el mar. Es de avenida y cuando ésta no sucede está seco. Inmediatos á él hay 2 molinos harineros, uno de los cuales fué inundado en la noche del 28 de octubre de 1814 por una avenida estraordinaria llevándose las mulas y hasta el molinero cuyo cadáver se encontró luego encima de un árbol del térm. de Oliva.
(Madoz, 1847, p. 283)